# Буав, Жером-Эмманюэль
Жеро́м-Эмманюэ́ль Буа́в (фр. Jérôme-Emmanuel Boyve; 1731, Невшатель — 18  марта 1810, там же) — швейцарский политик.

## Происхождение и семья
Сын юриста Жака-Франсуа Буава и Луиз Шарлотт Вьяла, дочери Луи Вьяла из Женевы.

## Биография
В 1751—1752 годах обучался в Бернской академии, в 1759 году получил звание доктора обоих прав в Реймсском университете. С 1765 года — заместитель государственного канцлера кантона Невшатель, с 1767 года — государственный советник и государственный канцлер. В 1765 году удостоился дворянского звания. Буав был сторонником вхождения кантона Невшатель в состав Швейцарии и активно боролся со сторонниками её присоединения к Франции.

## Сочинения
В 1778 году опубликовал в Невшателе своё сочинение Recherches sur l'indigénat helvétique de la principauté de Neuchâtel et Vallengin (с фр. — «Исследования по швейцарском индигенате Княжества Невшателя и Валанжена»).